# Ligne 192 (chemin de fer slovaque)

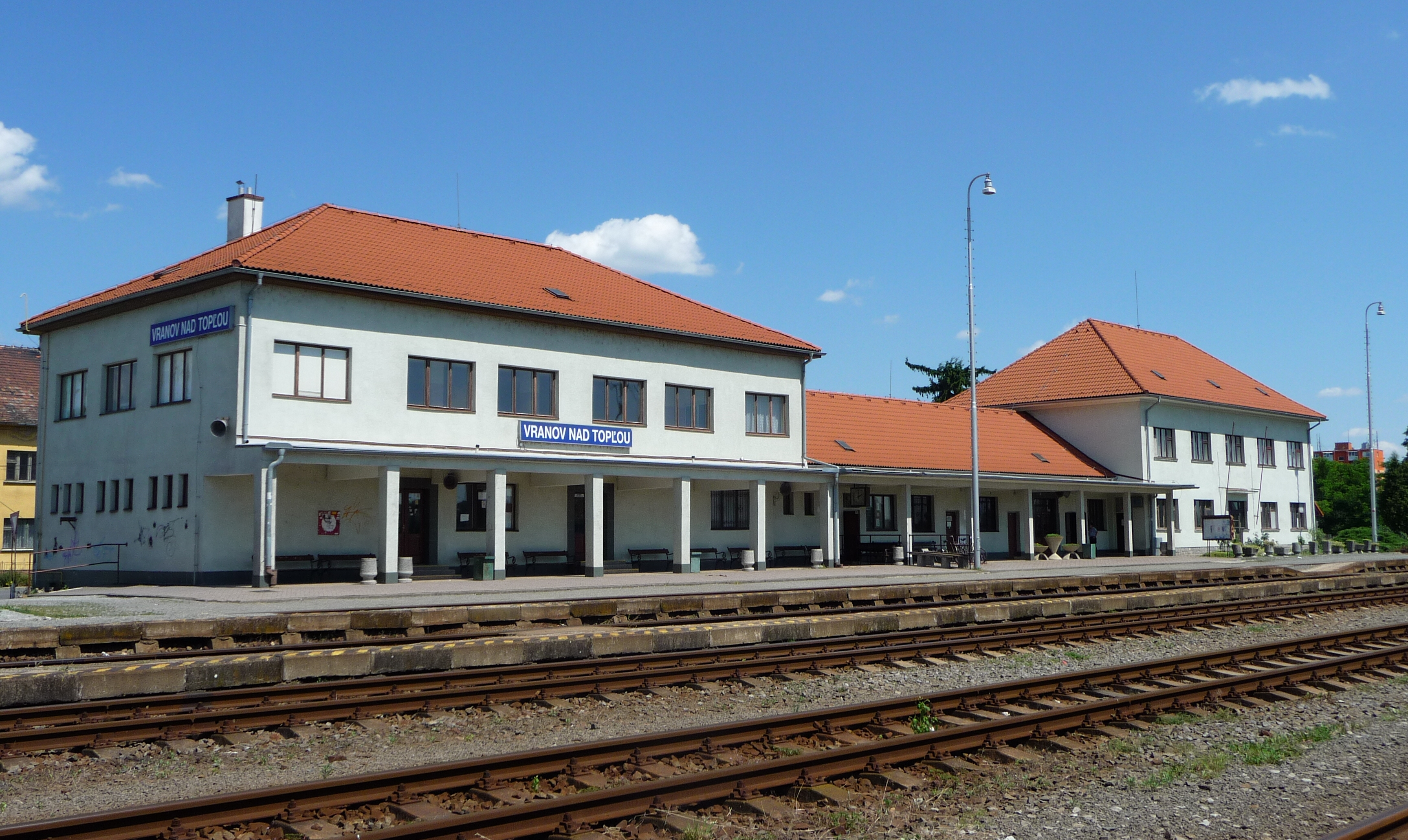
Gare Vranov nad Topľou sur la ligne

La ligne 192 des chemins de fer slovaque relie Trebišov
à Vranov nad Topľou via Sečovce.

## Histoire

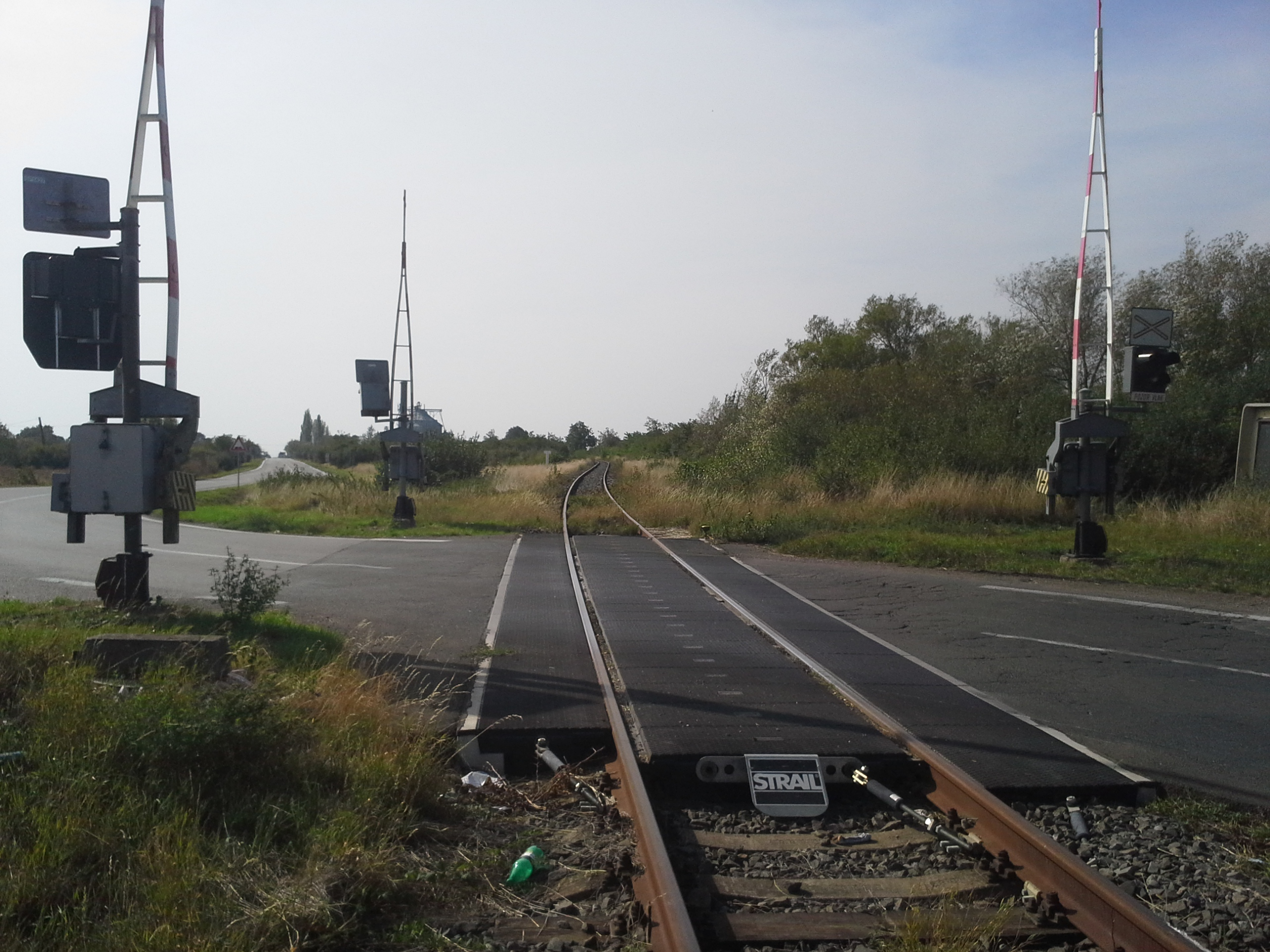
Passage à niveau au croisement de la route I/79.

Le premier train a circulé le 24 décembre 1903. Le trafic voyageur a été suspendu le 2 février 2003